# Bergviks uddes naturreservat
Bergviks uddes naturreservat är ett naturreservat i Karlstads kommun i Värmlands län.
Området är naturskyddat sedan 2022 och är 12 hektar stort. Reservatet ligger väster om Karlstad vid Vänern och består av klippor, strandängar och hällmarkstallskog. 